# والریا ماکسیوتا
والریا ماکسیوتا (به انگلیسی: Valeriia Maksiuta) ژیمناست زادهٔ ۲۷ سپتامبر ۱۹۸۷ میلادی اهل کشور اسرائیل است.